# Hydraena glassmani
Hydraena glassmani är en skalbaggsart som beskrevs av Manfred A. Jäch 1986. Hydraena glassmani ingår i släktet Hydraena och familjen vattenbrynsbaggar. Inga underarter finns listade i Catalogue of Life.